# Nguyên Nhung
Nguyên Nhung (1933–2009), tên khai sinh là Nguyễn Bá Nhung, là 1 nhạc sĩ quân đội của Việt Nam hàm đại tá, được biết tới với những ca khúc như: "Bài ca bên cánh võng", "Chim yến bay", "Cô dân quân làng Đỏ", "Chiếc đàn môi", "Từ trên đỉnh núi",... Ông đạt được Giải thưởng Nhà nước về văn học nghệ thuật.

## Tiểu sử
- Nhạc sĩ Nguyên Nhung sinh ngày 15 tháng 11 năm 1933 tại xã Quảng Hòa, huyện Quảng Trạch (nay thuộc thị xã Ba Đồn), tỉnh Quảng Bình. Ông tham gia hoạt động văn nghệ trong quân đội từ khi mới 17 tuổi.,đội văn nghệ trung đoàn 18 Bình Trị Thiên.
- Năm 1957, ông theo học lớp sáng tác âm nhạc do chuyên gia nước ngoài giảng dạy tại Hà Nội.
- Năm 1960 về Đoàn văn công Tổng cục chính trị.
- Năm 1963, nhạc sĩ Nguyên Nhung tốt nghiệp tại Nhạc viện Hà Nội. Ông sáng lập nhóm Tam Nguyên: Võ Nguyên Giáp, Nguyên Nhung, Đồng Sỹ Nguyên
- 1961 Bài Cờ ba nhất phấp phới bay của ông dành giải nhất cuộc thi ca khúc Cờ ba nhất – Sóng duyên hải – Gió đại phong. Ông và đại tướng Nguyễn Chí Thanh tới từng nhà thăm bà con nông thôn và các nhà máy.
- Năm 1969 Nguyên Nhung viết ca khúc Bài ca bên cánh võng toàn dân lên đường đi đánh trận, bài này được xem như tiên đoán về chiến thắng của nhân dân Việt Nam" Tổ quốc ơi muôn năm vững bền hai đầu" và một trong 100 bài hát về chiến tranh hay nhất mọi thời đại.
- Từ năm 1970, Nguyên Nhung là cán bộ sáng tác trong quân đội, quân hàm Đại tá,đoàn trưởng đoàn văn công Tổng cục chính trị.
- Tổ trưởng tổ sáng tác quân đội.
- Sau đó ông công tác tại phòng văn hóa văn nghệ cục tuyên huấn Tổng cục chính trị
- 1971: ông cùng chủ tịch nước Tôn Đức Thắng và xạ thủ Nguyễn Thị Dần sang Liên Xô, thời điểm này ông viết "Cô dân quân làng Đỏ" viết về người nữ anh hùng bắn rơi máy bay của Mỹ
- 1972: tham gia Điên Biên Phủ trên không
- Năm 2001 ông nhận giải thưởng nhà nước về văn học nghệ thuật[1] do Chủ tịch nước Trần Đức Lương trao tặng.
- Đã xuất bản 2 tập ca khúc: Từ trên đỉnh núi và Bài ca bên cánh võng

Thành tích
- Huân chương kháng chiến chống Mỹ hạng Nhất
- Huân chương Quân công
- Huân chương quân kỳ quyết thắng
- Ba Huân chương Chiến sĩ vẻ vang
- Huân chương bảo vệ Tổ Quốc

### Âm nhạc kinh điển
Đóng góp của ông cho nền khí nhạc âm nhạc giao hưởng Việt Nam:
- Nhiều bản giao hưởng, tiêu biểu là Cung Thương (1998)
- Giao hưởng Hà Nội Thăng Long Hà Nội Xuân (Nghìn năm Thăng Long)
- Các bản hợp xướng, Tổ Quốc, Mặt trời chiếu sáng Tây Bắc, Giải Phóng, Thành Vinh ra trận
- Nhạc múa: Bất Diệt, Bác Hồ về Pắc Bó
- Ông viết nhiều nhạc cho duyệt binh,nghi lễ....
- Khúc tưởng niệm (dùng trong lễ tang các cán bộ cao cấp của Đảng, Nhà nước và Quân đội)

### Ca khúc
- Đứng gác dưới trăng
- Chiếc đàn môi
- Từ trên đỉnh núi
- Bài ca bên cánh võng
- Chim yến bay
- Biển
- Cô dân quân làng Đỏ
- Bài ca người lính
- Về Đồng Lộc
- Tiếng chim rừng
- Hà nội tôi đi trong tiếng hát
- Tổ quốc
- Bài ca tình hữu nghị Việt Lào { phỏng thơ Hồ chủ tịch}
- Mùa xuân về Đức Thọ: nhân dịp về thăm quê Tổng bí thư Trần Phú

...